# Commission nationale d'histoire militaire (Tunisie)
Pour les articles homonymes, voir Commission nationale d'histoire militaire.
La Commission nationale d'histoire militaire est une commission consultative tunisienne ayant pour objectif le développement de la recherche dans le domaine de l'histoire militaire de la Tunisie.
Elle est créée par le décret no 1701-2003 du 11 août 2003 et présidée par le ministre de la Défense nationale ou son représentant.

## Composition
La commission est composée de  :
- deux représentants du ministère de la Défense nationale ;
- deux représentants du ministère de l'Enseignement supérieur ;
- un représentant du ministère du Tourisme,
- un représentant du ministère de la Culture ;
- un représentant de l'Institut supérieur d'histoire du mouvement national ;
- un représentant de l'Institut national du patrimoine ;
- un représentant de l'Agence de mise en valeur du patrimoine et de promotion culturelle[1].